# 国立扶余博物館
国立扶余博物館（こくりつプヨはくぶつかん、朝: 국립부여박물관）は、大韓民国忠清南道扶余郡にある文化体育観光部傘下の国立歴史博物館。
主に扶余に首府が置かれていた百済時代の文物を中心に所蔵・展示している。

## 沿革
1929年に「扶余古跡保存会」が発足。その後、国立扶余博物館に改称。

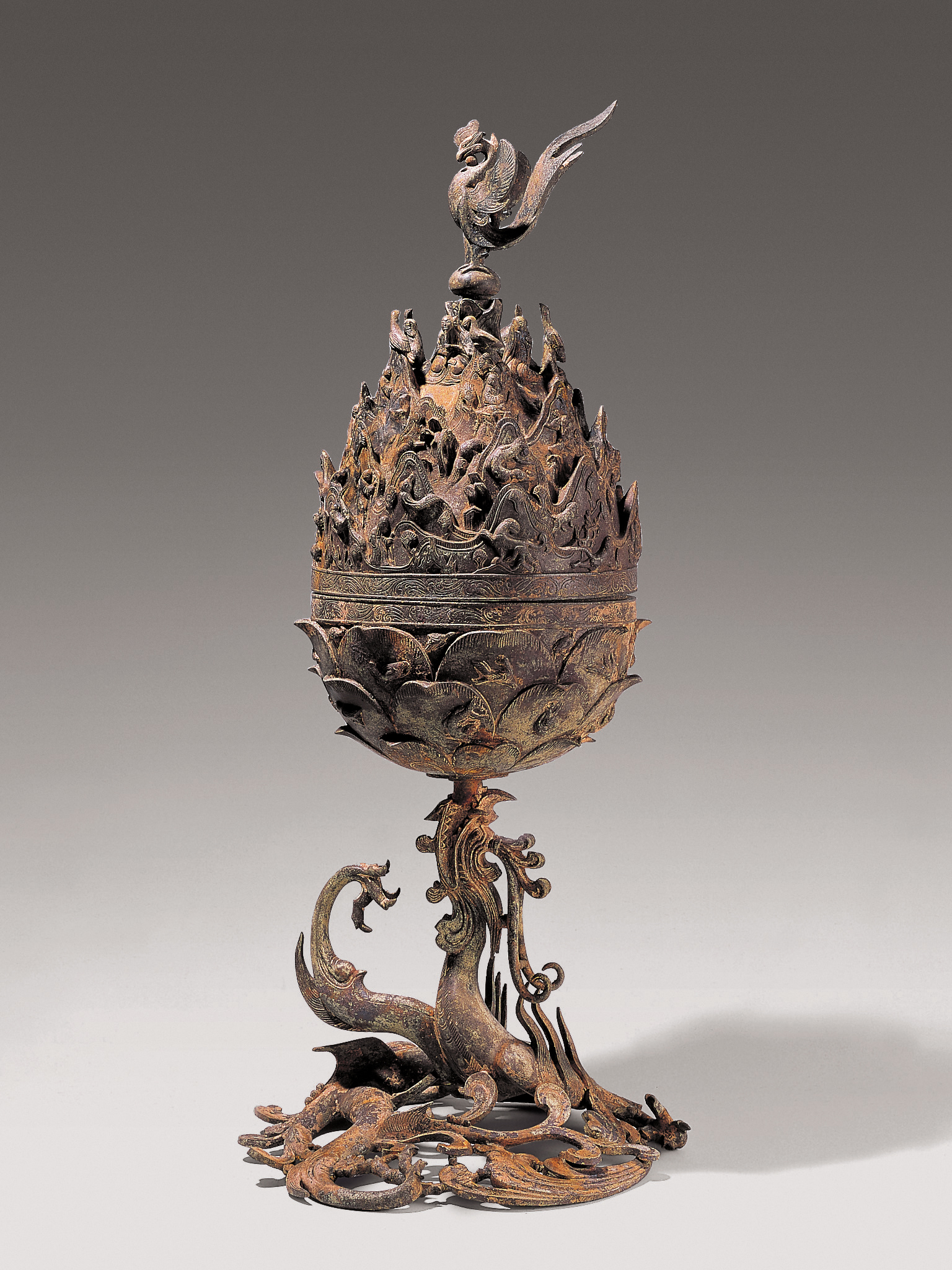
百済金銅大香炉

## 展示
常設展示は、第1 - 4展示室と企画展示室、屋外展示がある。こども博物館、425席の泗沘マル公演場（ホール）もある。
土器にうわぐすりを使った陶器や仏教彫刻など文化財約25,000点を所蔵し、そのうち約1,200点を展示。

## 交通
- 韓国鉄道公社公州駅からバス
- 扶余市外バスターミナルからタクシー約3分